# Дем'янов Валентин Олександрович
Валентин Олександрович Дем'янов — український дослідник історії слов'ян і громадський діяч, засновник Волинського центру історичних та геофізичних досліджень «Рівне-Суренж».
Народився в 1957 р. в м. Червоноград Львівської області. В 1979 році закінчив з відзнакою Львівський політехнічний інститут за спеціальністю архітектура. З 1979 р. проживає у м. Рівне.
Написав у 1994 році книжку «Що було до Русі?» — спробу осмислення «Велесової книги», надрукованої в Україні 1990.
Автор книги «Велич Дулібії Рось. Суренж», в якій стверджує що волхвівська (старотцівсько-волхвівська) світоглядна система мала вирішальне значення у становленні слов'янства. Формою її виявлення стала Дулібська держава, Дулібський Союз, який був осердям слов'янотворення у Європі.
Для проведення досліджень у 2006 р. Валентин Дем'янов організував Волинський центр історичних та геофізичних досліджень «Рівне-Суренж».
Матеріали автора публікувались на сайті центру.
З 2012 року центр припинив активну діяльність.